# اوپانیشاد چاندوگیه
اوپانیشاد چاندوگیه (छान्दोग्योपनिषद्) متنی به زبان سانسکریت است که در براهمانای چاندوگیهٔ ساماودا در سنت هندوئیسم جای می‌گیرد.
این متن از کهن‌ترین اوپانیشادها است.
در بین ۱۰۸ اوپانیشاداوپانیشادهای موکتیکا، این متن در جای نهم گذاشته شده‌است.
مانند اوپانیشاد بریهدآرنیکه، بخش‌های مختلف اوپانیشاد چاندوگیه احتمالاً پیش از تألیف در یک متن واحد متن‌های موجود و مجزایی بودند که عالمی هندی آنان را در یک مجلد آورده‌است.
تاریخ دقیق تألیف این اوپانیشاد معلوم نیست اما محققان آن را بین قرون هشتم و ششم پ.م. تخمین می‌زنند.
این اوپانیشاد یکی از بزرگترین اوپانیشادها است و هشت فصل دارد که هرکدام از تعدادی بخش و بند تشکیل شده‌اند.